# Казанцева, Ася
А́ся Каза́нцева (полное имя Анастаси́я Андре́евна Каза́нцева; род. 5 сентября 1986, Сосновый Бор, Ленинградская область) — российская научная журналистка, популяризатор науки. Автор научно-популярных книг, лауреат премии «Просветитель» (2014).

## Биография
В детстве интересовалась наукой, хотела стать врачом и собиралась учиться в медицинском университете, для этого поступила в химико-биологическую школу с прохождением практики в различных медицинских учреждениях, а до десятого класса Ася не ходила в школу. После школы недолгое время работала санитаркой в нейрохирургическом отделении Мариинской больницы.
В 2008 году окончила биолого-почвенный факультет СПбГУ, защитив бакалаврскую работу под научным руководством В. Ю. Ивановой и получив степень бакалавра биологии. Одним из её преподавателей в университете был зоолог и эмбриолог А. К. Дондуа. По собственным словам, на неё повлияли концепции в области психогенетики Олега Тиходеева и психоэндокринологии Дмитрия Жукова и Екатерины Виноградовой, с которыми она познакомилась во время учёбы в университете.
В 2013 году занималась исследованиями в рамках программы МАСА, организованной Еврейским агентством в кампусе Ариэльского университета. Её высказывания о том, что преподаватель университета Пинхас Полонский, пользуясь авторитетом лектора, занимается пропагандой креационизма и грубо искажает твёрдо установленные наукой факты, вызывали резонанс в израильских СМИ (например, «9 канал»).
В 2016—2018 годах училась в магистратуре по когнитивным наукам («Когнитивные науки и технологии: от нейрона к познанию») на факультете социальных наук НИУ ВШЭ, защитив под научным руководством Маттео Феурра магистерскую диссертацию по теме «Исследование процессов угашения страха в парадигме множественных контекстов» (англ. Investigation of Extinction Learning in Multi-context Paradigm). В 2019 году выиграла стипендию Чивнинг и поступила в магистратуру по молекулярной нейробиологии в Бристольском университете.
Поскольку из-за пандемии COVID-19 обучение было переведено в дистанционный режим, Казанцева вернулась в Россию, где присоединилась волонтёром в Троицке к исследованию Фазли Атауллаханова о свёртываемости крови при COVID-19.

## Научная журналистика и популяризация науки

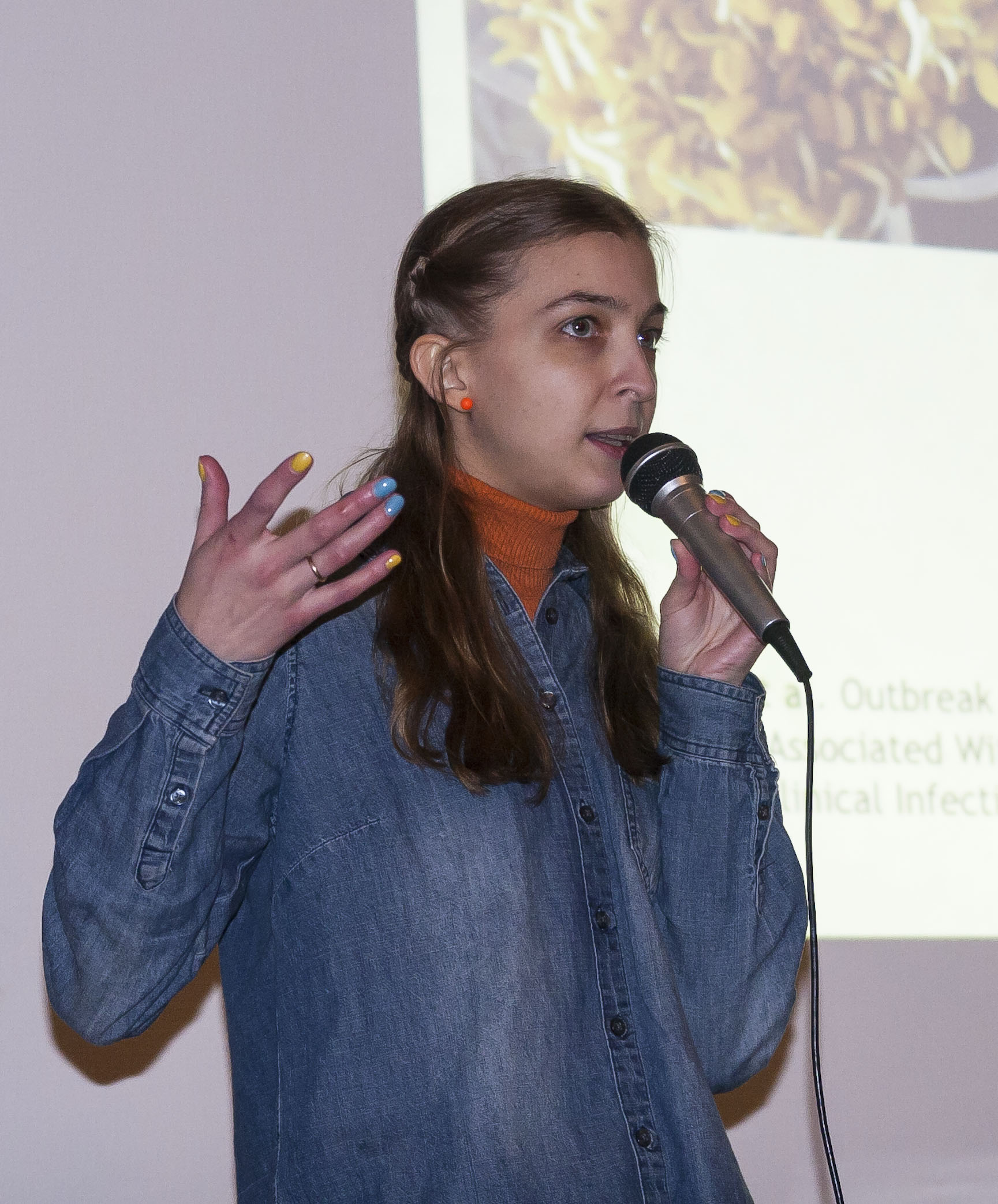
Лекция «Органик vs ГМО» в Киеве, 16 января 2016 года

После окончания СПбГУ в 2008 году стала работать в сфере научной телевизионной журналистики на Пятом канале, где принимала участие в создании научно-популярной программы «Прогресс». В качестве продюсера и научного консультанта этой программы получила в 2009 году первую премию «Наука — обществу» за лучшее видео на тему «Зарисовки об учёных» за сюжет «Голубая кровь». Позже участвовала в проекте «Наука 2.0» телеканала Россия-2, а также писала статьи для газеты «Троицкий вариант — Наука», журналов «Вокруг света» и Men’s Health, интернет-издания slon.ru и многих других. В 2014—2015 годах работала на должности шеф-редактора журнала «Здоровье». Является членом совета просветительского фонда «Эволюция».
Выступает в средствах массовой информации на темы, связанные с популяризацией науки. С 2014 года выступает с публичными и непубличными (корпоративными) научно-популярными лекциями.
Автор статьи «Растворённая магия» в журнале «Вокруг света», в которой привела научные доказательства неэффективности гомеопатии и гомеопатических средств. Статья в 2016 году стала предметом судебного иска «Национального совета по гомеопатии», требовавшего признать, что высказанное мнение не соответствует действительности и порочит методы гомеопатии, и опубликовать в журнале опровержение материала на семи страницах, однако Арбитражный суд Москвы отказал истцу в удовлетворении искового требования.

## Научно-популярная литература

### «Кто бы мог подумать!»
В 2013 году Казанцева написала свою первую научно-популярную книгу — «Кто бы мог подумать! Как мозг заставляет нас делать глупости». Книга была положительно оценена специалистами и СМИ. Российский биолог Александр Марков отметил, что в книге увлекательное изложение прекрасно сочетается с научной глубиной. Российский биоинформатик Михаил Гельфанд посоветовал родителям купить два экземпляра книги — один себе, другой своим детям.
По мнению обозревателя газеты «Комсомольская правда» Сергея Ефимова, книга помогает понять, что происходит с человеком с точки зрения науки, когда он курит, ест, грустит, занимается сексом. Также он обратил внимание на непринуждённый стиль повествования: «При этом Ася Казанцева излагает материал так, словно она никакой не биолог с дипломом, а ваша старинная приятельница, с которой вы встретились за кружкой того же пива». С одобрением о стиле изложения отозвался обозреватель РБК daily Михаил Визель. Врач-психиатр Павел Бесчастнов в своей рецензии в газете «Троицкий вариант — Наука» обозначил жанр книги как «нейробиологию повседневности» и заметил, что книга поможет людям глубже осознать проблемы, с которыми они сталкиваются в повседневной жизни.

### «В интернете кто-то неправ!»

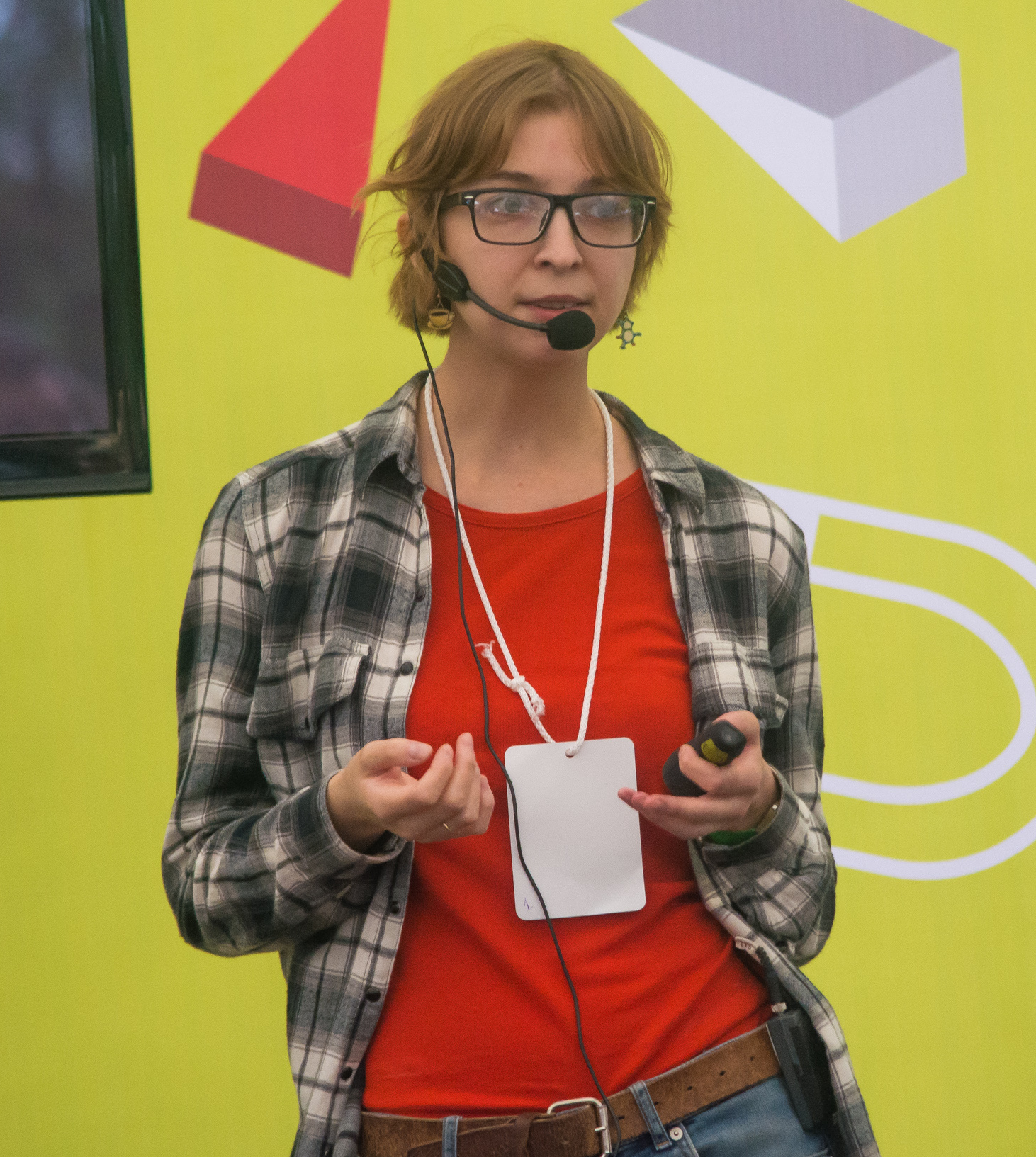
На Geek Picnic в Санкт-Петербурге, 2016

В 2016 году написала вторую книгу — «В интернете кто-то неправ! Научные исследования спорных вопросов». Книга рассказывает о различных мифах в сфере биологии, опровергает их и приводит современные исследования. Книга вошла в финальную тройку в категории non-fiction по результатам народного голосования на лучшую книгу 2016 года по версии Ozon.ru, а также в шорт-лист премии «Просветитель» за 2017 год.
Д. м. н, председатель правления Московского городского научного общества терапевтов Павел Воробьев высказывает множество замечаний по книге, в итоге заявляя, что «жанр книги в целом не предполагает глубокого аналитического исследования, так как воспроизводит лишь споры в Интернете — горячие, и как мы уже сказали — часто бессмысленные».

### «Мозг материален»
В 2019 году выпустила третью книгу — «Мозг материален. О пользе томографа, транскраниального стимулятора и клеток улитки для понимания человеческого поведения», рассказывающую «о том, как разрушается граница между нейробиологией и психологией» и как обнаружить «конкретные нейронные контуры», влияющие на любой выбор человека (его поведение, решения и эмоции), и «как это помогает нам постигать собственную природу». При этом «ключевая мысль, собственно, выражена в заголовке: у нашей личности есть материальный базис». Кроме того, в книге имеется «пара вспомогательных тезисов»: 1) мозг пластичен (при обучении «нейронные контуры, обеспечивающие наше поведение, непрерывно изменяются»); 2) мозг неоднороден («у нас есть иллюзия, что мы обладаем некой личностной целостностью», хотя «мозг — это система для составления противоречивых сигналов» и, согласно нейроэкономике, «разные отделы мозга непрерывно конкурируют друг с другом, оценивая информацию»). Иллюстрации к книге выполнил Олег Навальный.
Нейробиолог В. А. Ключарёв считает, что «Ася Казанцева написала интересную книгу о нашем мозге и поведении. Здесь много как классических, так и абсолютно новых фактов о работе мозга. Даже учёным очень трудно уследить за чередой неожиданных открытий в современной нейробиологии, а потому такие книги чрезвычайно полезны. Книга наглядно показывает, что наш мозг, а значит и мы — гораздо интереснее и сложнее, чем мы привыкли думать». Научная журналистка и телеведущая, натуралистка и популяризатор науки Е. В. Тимонова высказала мнение, что книга написана «так, как пишут бестселлеры: просто, чтобы нам все было понятно, основательно, чтобы мы видели, откуда учёные это взяли, увлеченно, потому что предмет дико интересен, и местами очень смешно, потому что такой уж Ася человек».

### «Откуда берутся дети?»
В 2023 году выпустила четвёртую книгу: «Откуда берутся дети? Краткий путеводитель по переходу из лагеря чайлдфри к тихим радостям семейственности». В ней описаны современные исследования на тему эмбриологии, неонатологии и экстракорпорального оплодотворения, риски для матери и плода, возможности современной медицины в этой области, а также собственный опыт материнства.

## Политические высказывания

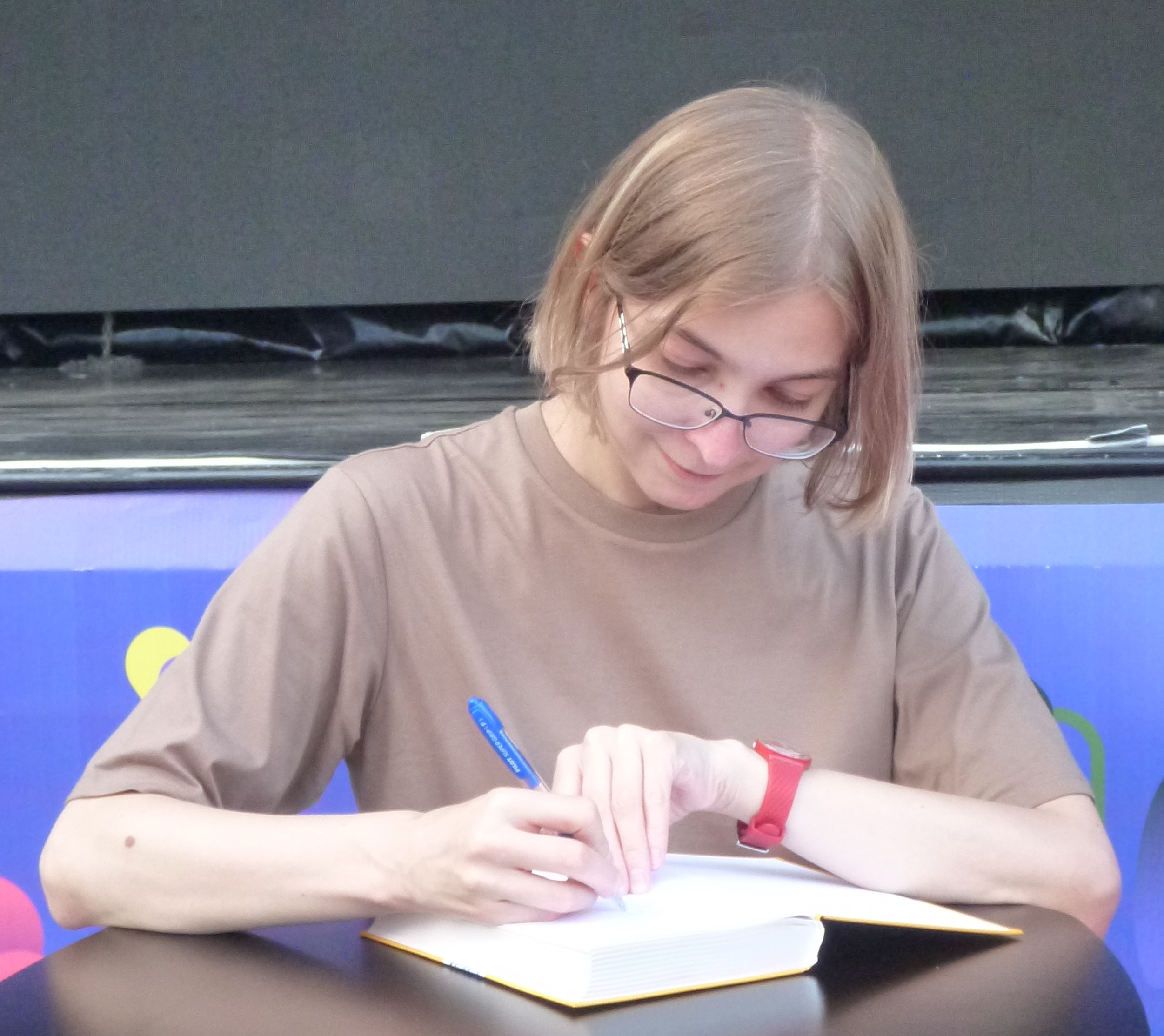
В Ельцин-центре, 2021

Придерживается взглядов, оппозиционных российским властям, высказывалась против признания фонда «Династия» «иностранным агентом», против законодательных запретов «пропаганды гомосексуализма» и за европейские ценности, также против закона «О мерах воздействия на лиц, причастных к нарушениям прав и свобод человека», против аннексии Крыма Россией, за допуск к выборам 2018 года оппозиционного политика Алексея Навального. Противница использования феминитивов, утверждает, что ни разу в жизни не встречалась с гендерной дискриминацией (объясняя это тем, что живёт в благополучном окружении). По мировоззрению является атеистом.
Активно выступает против вторжения России на Украину, подписант открытого письма российских учёных и научных журналистов с требованием немедленного вывода российских войск с украинской территории.
В январе 2024 года уехала из России в Грузию после отмены нескольких лекций, а также опасаясь уголовного преследования и в связи с публикацией депутатом Госдумы Луговым домашнего адреса Казанцевой, что было оправдано комиссией по этике Госдумы РФ.
12 апреля 2024 года Министерство юстиции РФ объявило Асю Казанцеву «иностранным агентом», заявив, что она «распространяла недостоверную информацию» о решениях и политике органов власти РФ. Кроме того, министерство обвинило Казанцеву в том, что она выступала против российского вторжения на Украину и принимала участие в мероприятиях, которые организуют «иностранные агенты».

## Критика
Российский биолог и историк науки Алексей Куприянов упрекнул Асю Казанцеву в популяризации наивных биологизаторских трактовок человеческой природы. Критике подвергались и комментарии Казанцевой относительно социальных вопросов (например: «Люди свободны в выборе социального слоя»). Химик-технолог Сергей Белков упрекнул Асю Казанцеву в использовании устаревшей информации о менструальной синхронности.

## Личная жизнь
Дважды была замужем. В 2019 году развелась с инвестиционным директором Николаем Ковшовым, устроив по этому поводу вечеринку, но продолжила жить с ним «в свободных отношениях». Считает, что концепция брака на всю жизнь подходила для XIX века, а сейчас устарела. 13 октября 2022 года родила дочь Елизавету.

## Интервью
- Ася Казанцева: «Если десятки миллионов против войны, то есть надежда»//«Скажи Гордеевой» // 28 февраля 2023 г.
- Ася Казанцева и Лев Шлосберг: «Похвала глупости» / Люди мира // ГражданинЪ TV. 8 мая 2024 г.